# 願王寺
願王寺（がんおうじ）は、愛知県名古屋市西区中小田井にある天台宗の寺院。

## 歴史

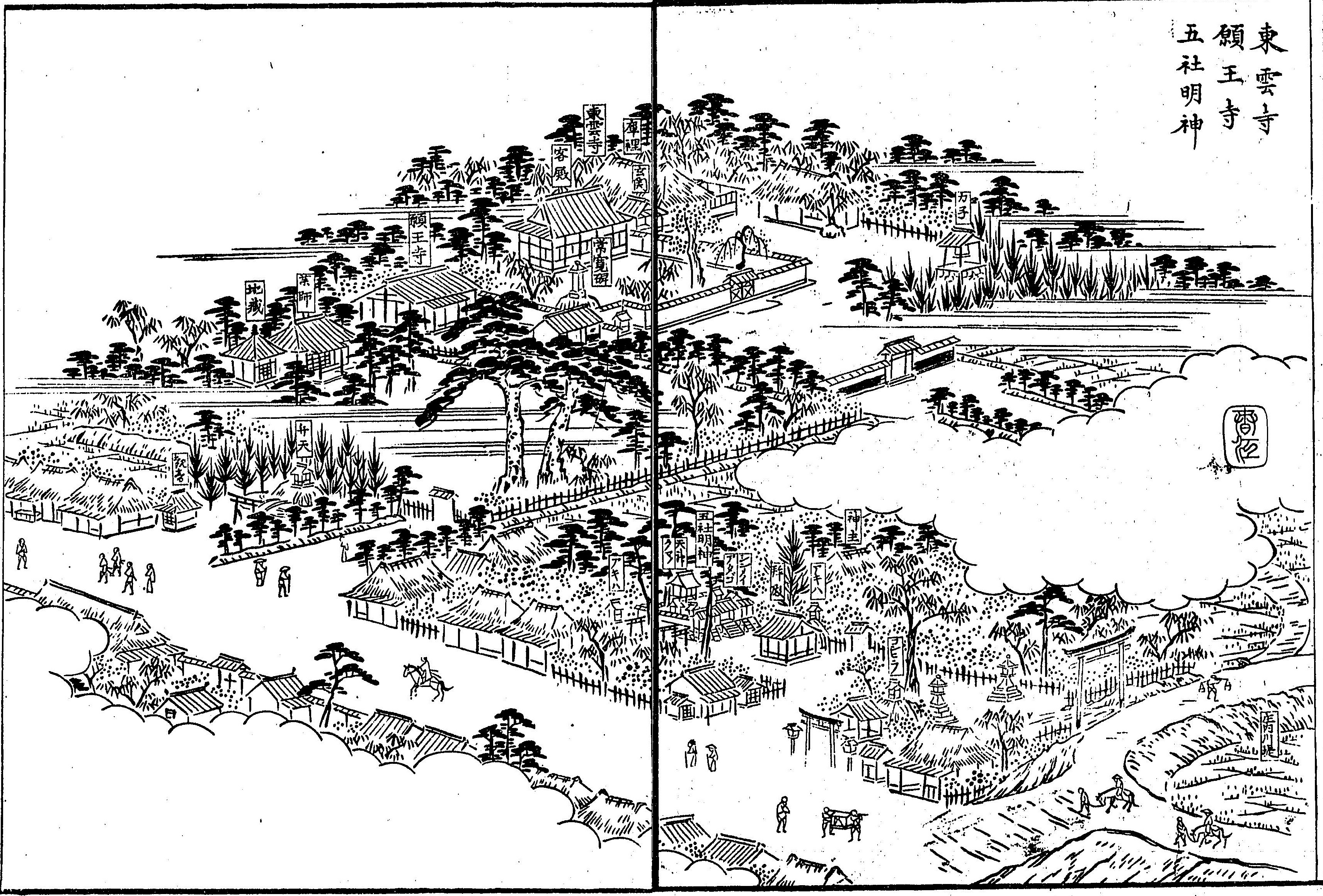
『尾張名所図会』における「東雲寺・願王寺・五社明神」

寺伝によれば、829年（天長6年）に疫病が流行し、多くの人が死亡した。越前（現在の福井県）の高僧・澄純が現在寺のあるところを訪問し、患者のために滋覚大師の薬師如来を安置し、疫病消除の秘伝を行い、治療に当たったのが始まりといわれている
その後1573年（天正元年）、秀純のとき、小田井城主・織田信張が鬼門除けの祈願寺として堂宇を寄進し、七堂伽藍が完備された。
1909年（明治42年）、善照院伏雷により信濃善光寺から善光寺如来を勧請した。このことにより当寺は小田井善光寺、善光寺別院と呼ばれるようになった。1930年（昭和5年）には善光寺如来堂が建立された。1987年（昭和62年）には願王寺の境内を含む周辺地域が名古屋市によって「中小田井町並み保存地区」に指定された。また同年10月には山門が建立された。
境内入口付近には韓国済州島の守り神であるトルハルバンが1983年（昭和58年）に設置された。
このほか、1991年（平成3年）に南接していた小塚家の屋敷が解体された際、土蔵4棟と東屋2棟が移設されたという。

## 建築物

### 本堂
1975年（昭和50年）完成。鉄骨造で、設計は山崎泰孝。施工は昭和土建。1976年度（昭和51年度）の日本建築学会賞を受賞している。古い寺院建築の柱に鉄骨の屋根をかぶせた建築となっている。

### 明光閣
かつて中小田井町並み保存地区にあった旧平手邸を移築した建物。天保年間（1831年 - 1845年）の建築物。書院として法事などに利用されている。大相撲名古屋場所開催中には伊勢ノ海部屋の宿舎としても使用される。

## 文化財
愛知県指定文化財
- 紙本著色伝織田又六画像　名古屋市博物館寄託

名古屋市指定文化財
- 刺繍涅槃図

名古屋市景観重要建造物
- 本堂
- 庫裏
- 薬師堂
- 明光閣
- 山門
- 東屋2棟

### ギャラリー

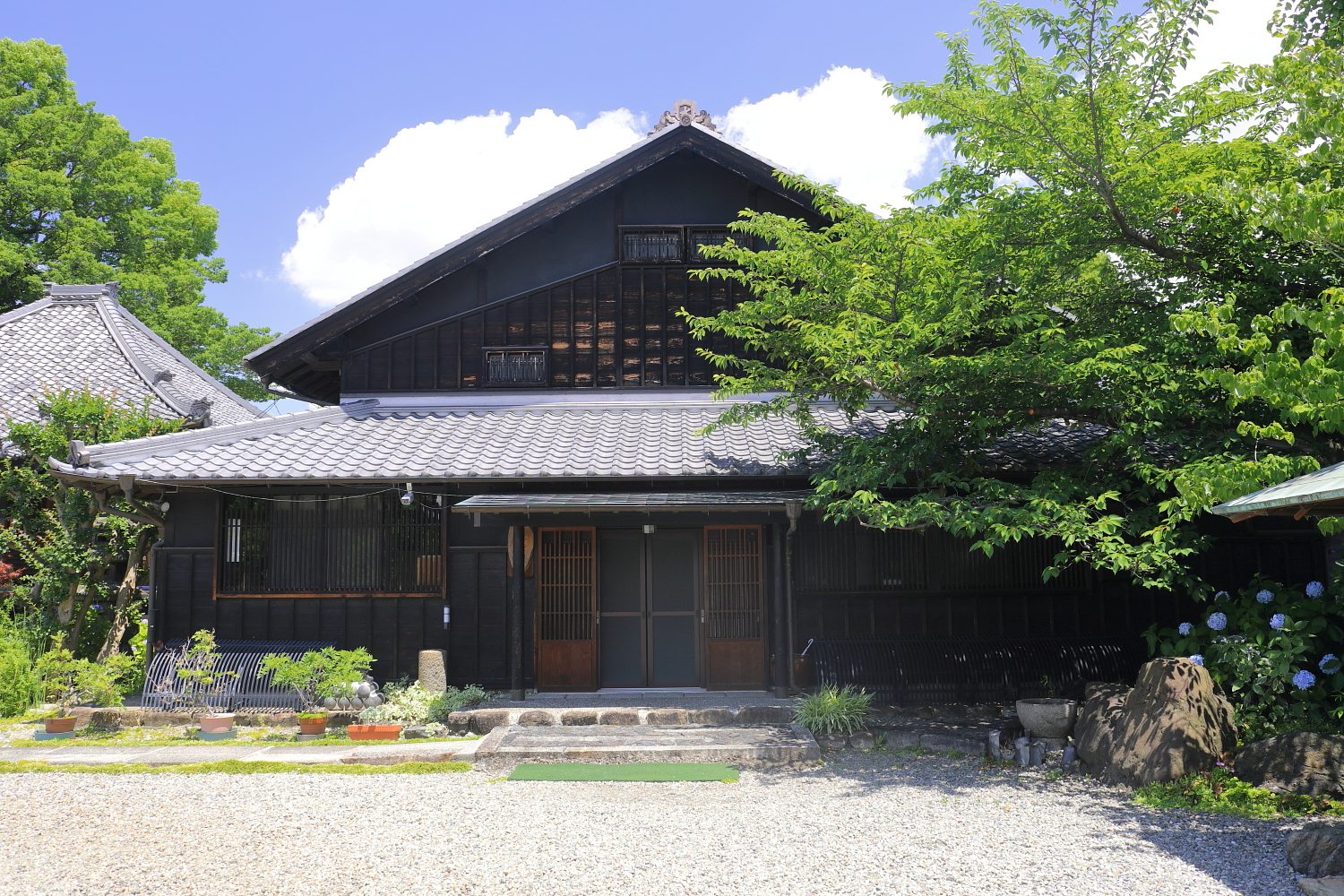
明光閣 （2021年（令和3年）6月）
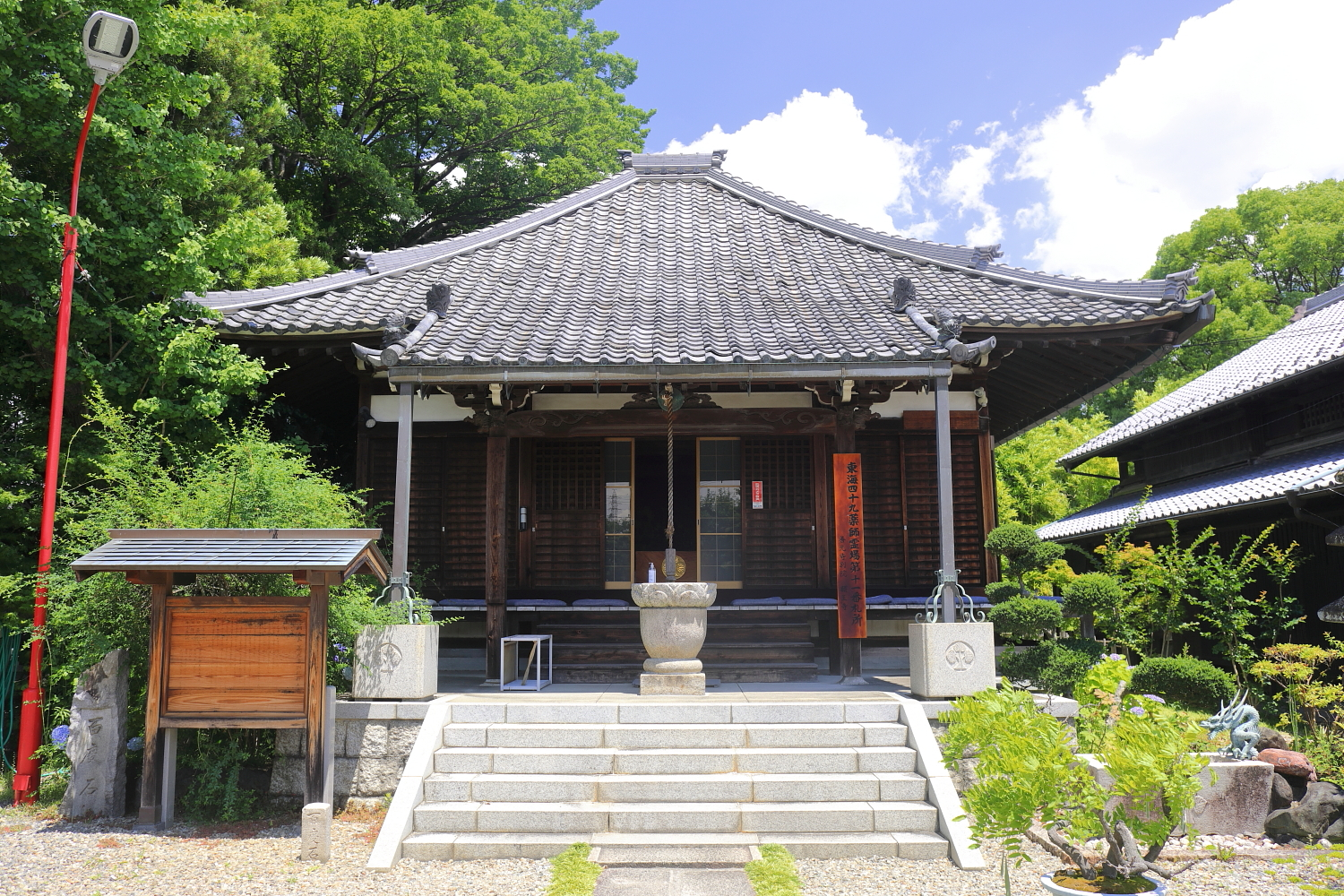
へちま薬師堂 （2021年（令和3年）6月）
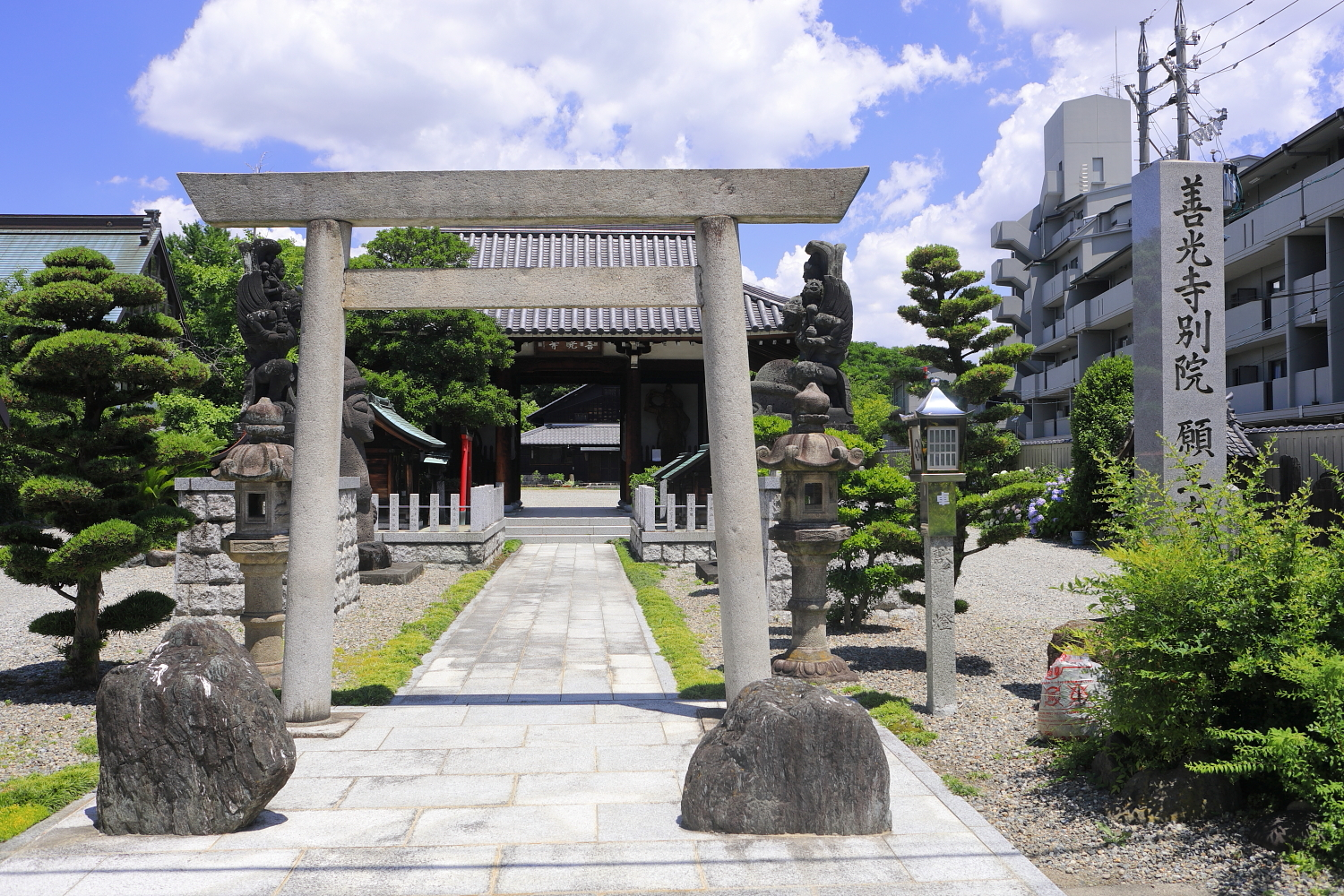
参道と山門（奥） （2021年（令和3年）6月）

## 交通機関
- 名鉄犬山線 中小田井駅下車、徒歩で約5分。

#### 新聞
1. ↑  高士宗明 (1992年3月21日). “壊されていた旧家 無残な名古屋・中小田井の町並み 歯止めきかぬ保存条例 気勢や罰則なく見直し急務” (日本語). 朝日新聞夕刊 (朝日新聞社)
2. ↑  阿部繁弘 (2016年4月6日). “街道を行く 499 願王寺” (日本語). 中日新聞朝刊 (中日新聞社)

#### 文献
1. 1 2 3 4 5  歴史的環境研究会 1983, p. 48.
2. ↑  西春日井郡『西春日井郡誌』1924年3月、382頁。
3. ↑  山田地区名古屋市合併30周年記念実行委員会記念誌部会『山田地区30年のあゆみ』山田地区名古屋市合併30周年記念事業実行委員会、1985年、334頁。1009310040555。
4. 1 2 3 4 5  善光寺別院願王寺パンフレット
5. ↑  「善光寺別院願王寺」『建築文化』彰国社、1976年2月号、pp. 77-84